# Without You (utwór muzyczny Re-Union)
Without You – utwór holenderskiego duetu Re-Union, nagrany oraz wydany w formie singla w 2004. Piosenkę napisali Ed i Angeline van Otterdijk.
Oficjalny teledysk do utworu został wydany pod koniec marca 2004. 
Pod koniec 2003 duet Re-Union zgłosił utwór do Nationaal Songfestival 2004, programu stanowiącego krajowe eliminacje do 49. Konkursu Piosenki Eurowizji, i został zakwalifikowany do stawki konkursowej jako jedna z 24 propozycji, wybranych spośród 475 propozycji nadesłanych do telewizji NOS/TROS. Pod koniec stycznia 2004 zdobył największe poparcie telewidzów (49% głosów) i komisji jurorskiej (54 punkty), dzięki czemu zakwalifikował się do finału. Przed rozegraniem finału była jednym z głównych faworytów do wygrania. W lutym zdobył największą liczbę 108 punktów od jurorów i telewidzów, zostając propozycją reprezentującą Holandię podczas 47. Konkursu Piosenki Eurowizji w maju 2004. Zwycięstwo duetu obejrzało łącznie ok. 1,9 miliona telewidzów. Na tydzień przed występem w półfinale Eurowizji duet rozpoczął próby kamerowe w Abdi İpekçi Arena w Stambule, a 12 maja zakwalifikował się z szóstego miejsca do rozgrywanego trzy dni później finału. Ich występ obejrzało wówczas 1,63 mln Holendrów. W finale zajął 20. miejsce, zdobywając 11 punktów.

## Lista utworów
CD Single
1. „Without You” – 3:02
2. „Without You” (Instrumental Version) – 3:02

## Notowania na listach przebojów
| Kraj              | Lista (2004)         | Najwyższe miejsce |
| ----------------- | -------------------- | ----------------- |
| Holandia          | Single Top 100       | 12                |
| Belgia (Flandria) | Ultratip 100 Singles | 17                |